# Théodore Ngoy
Théodore Ngoy, politologue, juriste et pasteur évangélique protestant de l'Église de la Gombe, est le président national du parti Congo pour la justice (C.Just. en sigle) en République démocratique du Congo.

## Carrière politique
En 2005, il se présente comme candidat à l'élection présidentielle de 2006. En décembre 2005, Ngoy est enlevé et détenu prétendument pour offense au chef de l'État juste après avoir annoncé sa candidature à la présidence de la République. Déjà entre 1997 et 1998, Théodore Ngoy a été détenu pour prédications subversives frisant l'outrage au chef de l'État. En mars 2006, il réussit à s'échapper après avoir comparu devant la Cour suprême de Justice du Congo. Il est accueilli et protégé au sein de l'ambassade de l'Afrique du Sud au Congo. Plus tard, revenu à la vie normale, il est élu député provincial du Katanga en bravant toutes sortes de violences gouvernementales dirigées contre lui et tous ses supporteurs,. En mars 2007, alors qu'il effectue une mission autorisée de contacts parlementaires en Europe, sa résidence, son cabinet d'avocat et l'Église de la Gombe sont volontairement incendiés par les gardes du Président Joseph Kabila et du général John Numbi,,. Théodore Ngoy est contraint à l'exil en Grande-Bretagne. Dans une interview récente, il demande aux Congolais de faire partir, sans délai, Joseph Kabila, qu'il considère comme l'hypothèque qui pèse sur le destin de la république démocratique du Congo,.
Théodore Ngoy est candidat à l'élection présidentielle de 2018.
Théodore Ngoy est candidat à l'élection présidentielle de décembre 2023. Il obtient 4 132 voix, soit 0,02 % des votes, et termine en dernière position. Théodore Ngoy dépose une requête auprès de la Cour constitutionnelle pour contester les résultats de l'élection et dénoncer des fraudes. Sa requête est jugée non fondée par la Cour constitutionnelle.